# Lista de diretores do Museu Paulista
Esta é uma lista de diretores do Museu Paulista, ou seja, uma lista das pessoas que exerceram o cargo de diretor ou equivalente ao longo da história do Museu Paulista.
| N.º | Diretor                                     | Retrato | Formação                           | Período em exercício | Observações |
| --- | ------------------------------------------- | ------- | ---------------------------------- | -------------------- | --- |
| 01  | Hermann von Ihering                         |         | medicina                           | 1895 a 1916          | Ihering foi convidado por Orville Adelbert Derby. Propunha pensar a história do país por meio da investigação de seu território, sua natureza, seus habitantes originais, numa perspectiva evolucionista. |
| 02  | Afonso d'Escragnolle Taunay                 |         | engenharia civil                   | 1917 a 1946          | Forjou grande parte das imagens que ficaram associadas à história nacional, como as figuras de bandeirantes.                                                                                              |
| 03  | Sérgio Buarque de Holanda                   |         | historiador                        | 1946 a 1958          | É fortalecida a seção de etnologia, beneficiada pela contratação do etnólogo alemão Herbert Baldus (1899 - 1970) e do gaúcho Harald Schultz (1909 - 1965).                                                |
| 04  | Mário Neme                                  |         | não cursou ensino superior         | 1958 a 1973          | Em 1963, o museu, antes instituto complementar da Universidade de São Paulo, integra-se definitivamente a ela.                                                                                            |
| 05  | Setembrino Petri                            |         |                                    | 1978 a 1981          | |
| 06  | Ulpiano Bezerra de Meneses                  |         | historiador                        | 1989 e 1994          | Datam desse período publicações com fins didáticos, como os Cadernos de História de São Paulo, os Cadernos Pedagógicos e História e Cultura Material.                                                     |
| 07  | José Sebastião Witter                       |         | historiador                        | 1994 a 1999          | ! |
| 08  | Raquel Glezer                               |         | historiadora                       | 1999 a 2003          | ! |
| 09  | Eni de Mesquita Samara                      |         | historiadora                       | 2003 a 2007          | Visando à modernização do Museu Paulista, conduziu a elaboração de um plano de ampliação do museu, aprovado em 2008 pelos órgãos de preservação do patrimônio.                                            |
| 10  | Cecilia Helena Lorenzini de Salles Oliveira |         | historiadora                       | 2008 a 2012          | ! |
| 11  | Sheila Walbe Ornstein                       |         | arquiteta                          | 2012 a 2016          | ! |
| 12  | Solange Ferraz de Lima                      |         | historiadora                       | 2016 - 2020          | ! |
| 13  | Rosaria Ono                                 |         | arquiteta                          | 2020 a 2024          | |
| 14  | Paulo César Garcez Marins                   |         | curador, historiador e pesquisador | 2024 - atualmente    | |